# アンリ・ド・バイエ＝ラトゥール
アンリ・ド・バイエ＝ラトゥール伯爵（Le comte Henri de Baillet-Latour, 1876年3月1日 - 1942年1月6日）は、ベルギーの貴族で、国際オリンピック委員会（IOC）第3代会長を務めた人物。

## プロフィール
アンリ・ド・バイエ・ラトゥールは1876年3月1日にベルギーのブリュッセルで、アントウェルペン州知事を務めた父フェルディナン・ド・バイエ・ラトゥール伯爵と、母カロリーヌ・ダルースとの間に、3人の子供のうちの第1子として生まれた。
1895年から1897年まで、ベルギーのルーヴェン・カトリック大学で法律を学んだ。
エリザベート・クラリー・アルドリンゲンとの結婚は1904年7月14日に行われた。息子ギー・シーグフリード・フェルディナンは1905年5月に、娘ソフィー・テレーズ・ギスラン・マリーは1908年2月に生まれた。
1903年にIOCメンバーとなり、後にベルギーオリンピック委員会の共同創設者に名を連ねた。アントウェルペンで開催された1920年夏季オリンピックの組織委員会にも加わっていたが、このオリンピックはわずか1年前の1919年に開催が決定されたものであった。このような短い準備期間に加え、ベルギーにはなおも第一次世界大戦の傷跡が残っていたものの、大会は成功に終わった。
1925年、近代オリンピック運動の提唱者であったピエール・ド・クーベルタンがIOC会長を辞職すると、新会長に選出された。1936年のベルリンオリンピックの際は、ユダヤ人排除を推し進めるアドルフ・ヒトラーに対して開催地変更をちらつかせるなど、ヒトラーと対等に戦った人物でもある。
心不全で死去する1942年までIOCを率い、後任には副会長だったジークフリード・エドストレームが就いた。
1936年3月には、1940年のオリンピック東京招致を目指していた日本に招かれている。IOCはその年7月の総会で1940年の東京開催を決定したが、その後勃発した日中戦争の影響により日本国内からの返上・日本国外からの不参加の議論が起こり、1938年に日本は開催を返上した。これを受けてヘルシンキに開催地を変更するも、第二次世界大戦の勃発により1916年ベルリン大会以来の開催中止に追い込まれる。第一次大戦からの復興を掲げたアントウェルペン大会とは対照的に、戦争にオリンピック開催を阻まれる苦い経験を味わうことになった。
| その他の役職                    | その他の役職                                      | その他の役職                        |
| ------------------------------- | ------------------------------------------------- | ----------------------------------- |
| 先代 ピエール・ド・クーベルタン | 国際オリンピック委員会会長 第3代：1925年 - 1942年 | 次代 ジークフリード・エドストレーム |